# Svensköps distrikt
Svensköps distrikt är ett distrikt i Hörby kommun och Skåne län. 
Distriktet ligger öster om Hörby. 

## Tidigare administrativ tillhörighet
Distriktet inrättades 2016 och utgörs av en del av området Hörby köping omfattade till 1971, delen som före 1969 utgjorde Svensköps socken.
Området motsvarar den omfattning Svensköps församling hade vid årsskiftet 1999/2000.